# Rio Cojoci
O Rio Cojoci é um rio da Romênia, afluente do Bistriţa, localizado no distrito de Suceava.